# Forstwirtschaft

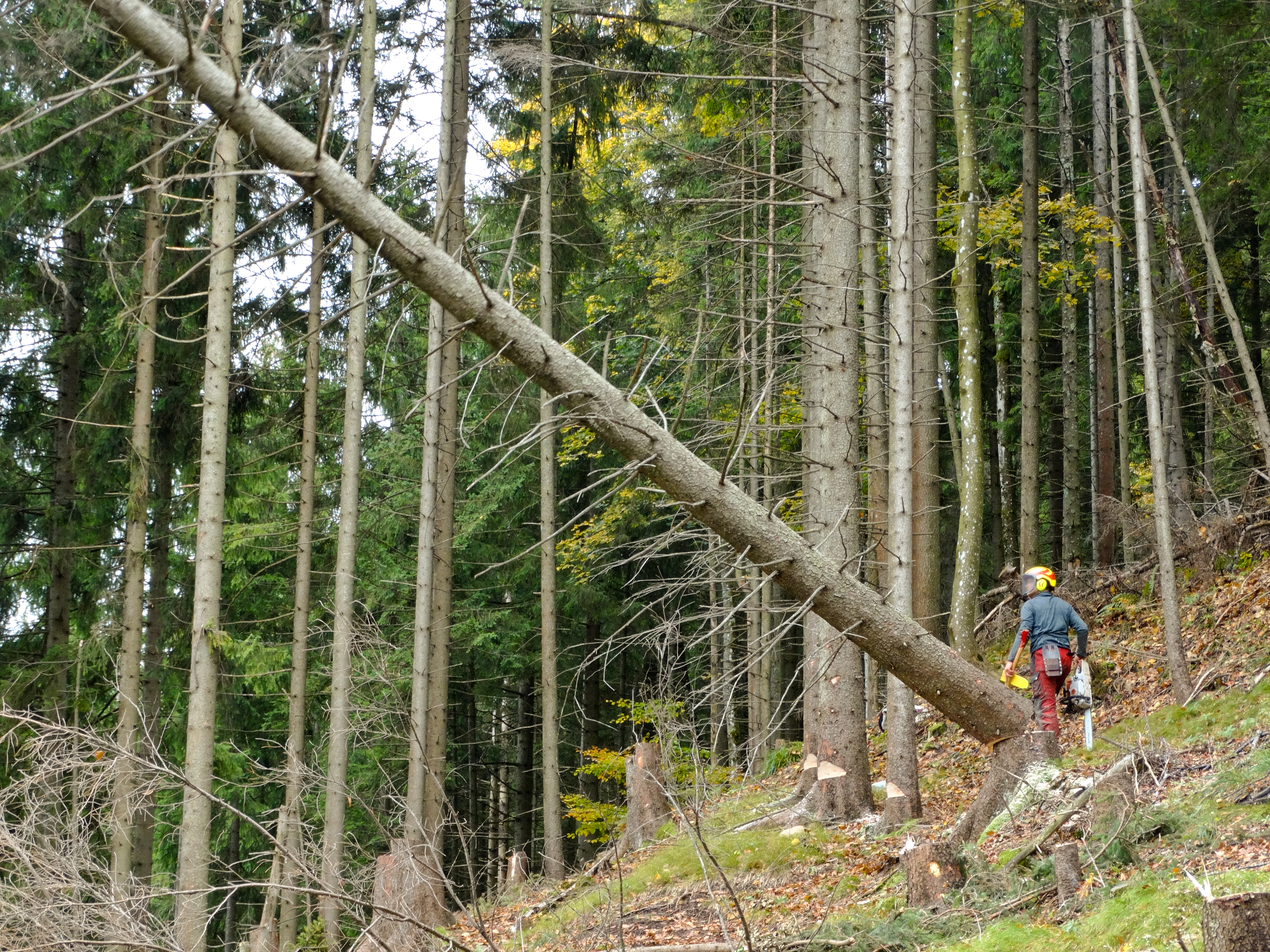
Forstarbeiter im Allgäuer Wald

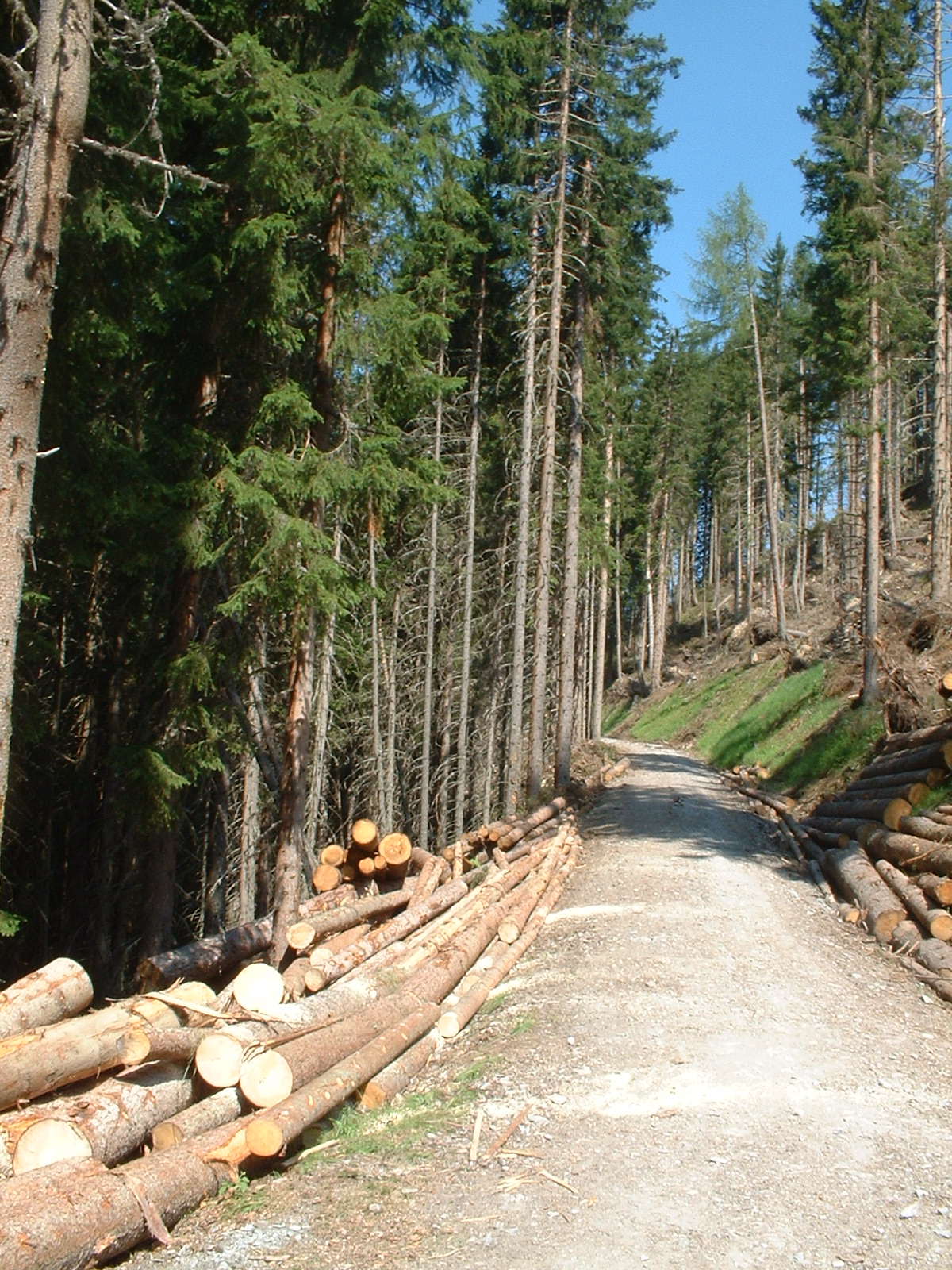
Forstarbeiten in Österreich

Die Forstwirtschaft ist ein zur Urproduktion gehörender Wirtschaftssektor, der das planmäßige wirtschaftliche Handeln des Menschen im Wald zum Ziel hat.

## Allgemeines
Die Volkswirtschaftslehre und Volkswirtschaftliche Gesamtrechnung zählen neben der Forstwirtschaft auch den Bergbau, die Fischerei und die Landwirtschaft zur Urproduktion. Ziele der ökonomischen Handlungen im Wald sind heute neben der Rohstofferzeugung – vor allem von Holz – auch das Erbringen immaterieller Leistungen wie der Waldschutz, insbesondere als Schutz- und Erholungsraum.
Während unter Waldwirtschaft auch extraktive Nutzungsformen wie das Brennholz-Sammeln und Kahlschlag ohne Aufforstung (vorwiegend in Drittweltländern sowie in borealen Nadelwäldern und Regenwäldern) zu verstehen ist, wird heute der Begriff Forstwirtschaft zumeist gebraucht, um nachhaltige Formen der Waldwirtschaft in kontrollierten Forsten zu bezeichnen. Der Begriff der Nachhaltigkeit tauchte Anfang des 18. Jahrhunderts in der Forstwirtschaft unter der Zielsetzung auf, ökonomische Erwägungen mit der Natur in Einklang zu bringen. Der sächsische Oberberghauptmann Hans Carl von Carlowitz hat 1713 in seinem Buch Sylvicultura oeconomica als Erster den Begriff der Nachhaltigkeit im Zusammenhang mit der Forstwirtschaft geprägt. Nachhaltige Forstwirtschaft kann unter anderem sowohl sehr naturferne Monokulturen als auch naturnahe Plenterwälder umfassen.
Die Holzverarbeitung gehört als Weiterverarbeitung auf der ersten Verarbeitungsstufe nach EU-Recht noch zur Forstwirtschaft. Die „erste Verarbeitungsstufe“ ist ein Rechtsbegriff nach Art. 38 Abs. 1 AEUV. Hierin ist vorgesehen, dass zur Landwirtschaft auch die „Erzeugnisse des Bodens“ – also in der Forstwirtschaft der Nutzwald – gerechnet werden. Holzprodukte der ersten Verarbeitungsstufe gehören somit noch zur Forstwirtschaft.
Ein in der Forstwirtschaft tätiges Unternehmen wird als Forstbetrieb bezeichnet.

## Aufgaben der Forstwirtschaft

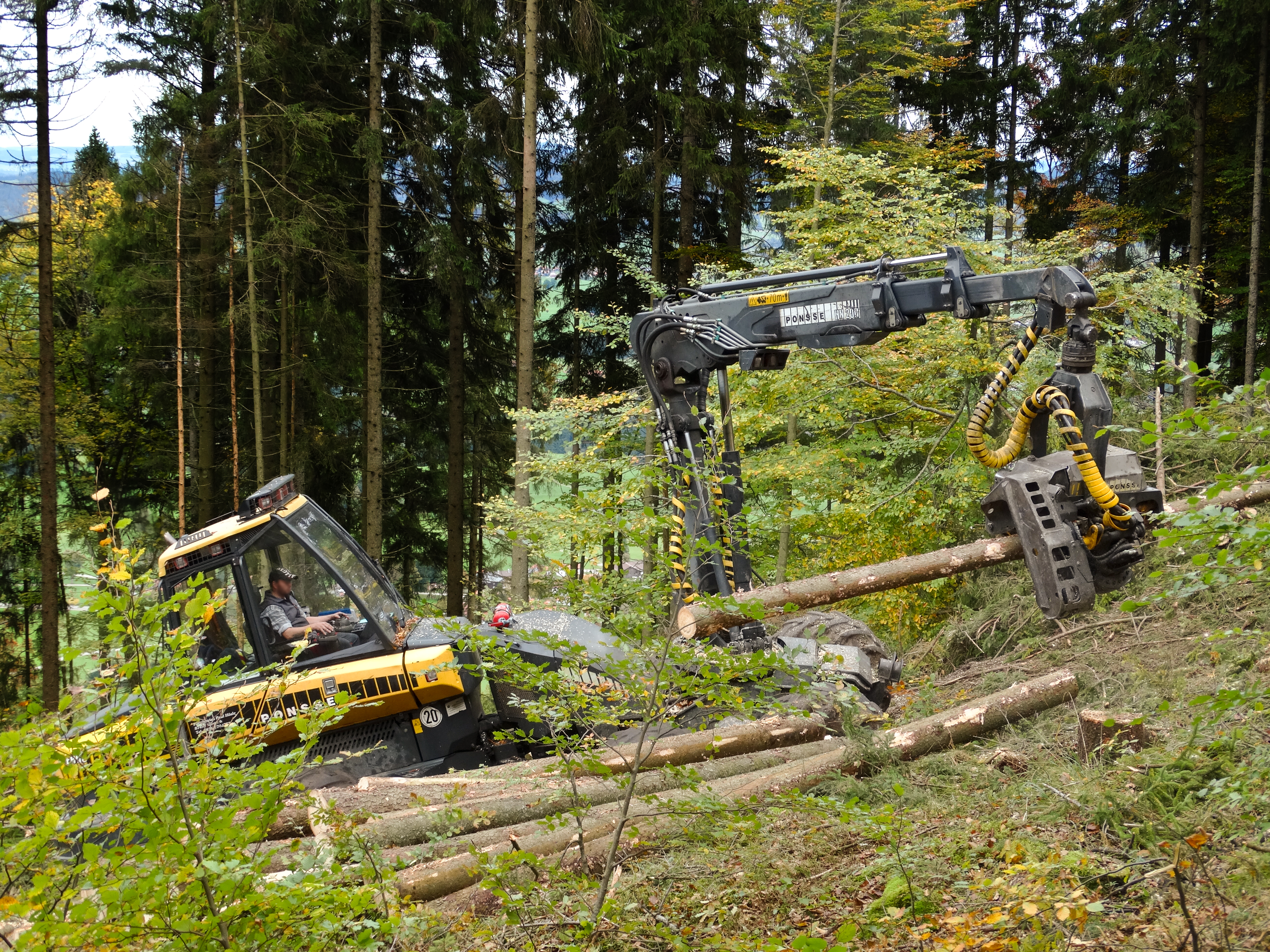
Ein Holzvollernter („Harvester“) benötigt nur knapp zwei Minuten, um einen Baum zu fällen, zu entasten und in genormte Stücke zu sägen. Die Maschine ist damit fast zehnmal schneller als ein Mensch mit Axt und Kettensäge

In Deutschland sind die Waldbesitzer nach den Bundes- und Landeswaldgesetzen dazu verpflichtet, ihre Wälder „ordnungsgemäß und nachhaltig“ (§ 11 Bundeswaldgesetz) zu bewirtschaften. Hierbei kommt es darauf an, dass die Funktionen des Waldes nicht nur als Rohstoffquelle, sondern auch als Grundlage für den Arten-, Boden-, Klima- und Wasserschutz sowie für Freizeit und Erholung der Bevölkerung berücksichtigt werden. Dazu erfordert die heutige Forstwirtschaft ein ständiges Abwägen zwischen wirtschaftlichen und ökologischen Interessen, um die unterschiedlichen Ansprüche an den Wald berücksichtigen zu können. Zum Ökosystem Wald gehört auch das Wild, dessen Bestände durch Jagd und Hege von den Forstleuten reguliert werden, um Wildschäden vorzubeugen.

### Berücksichtigung der Nachhaltigkeit

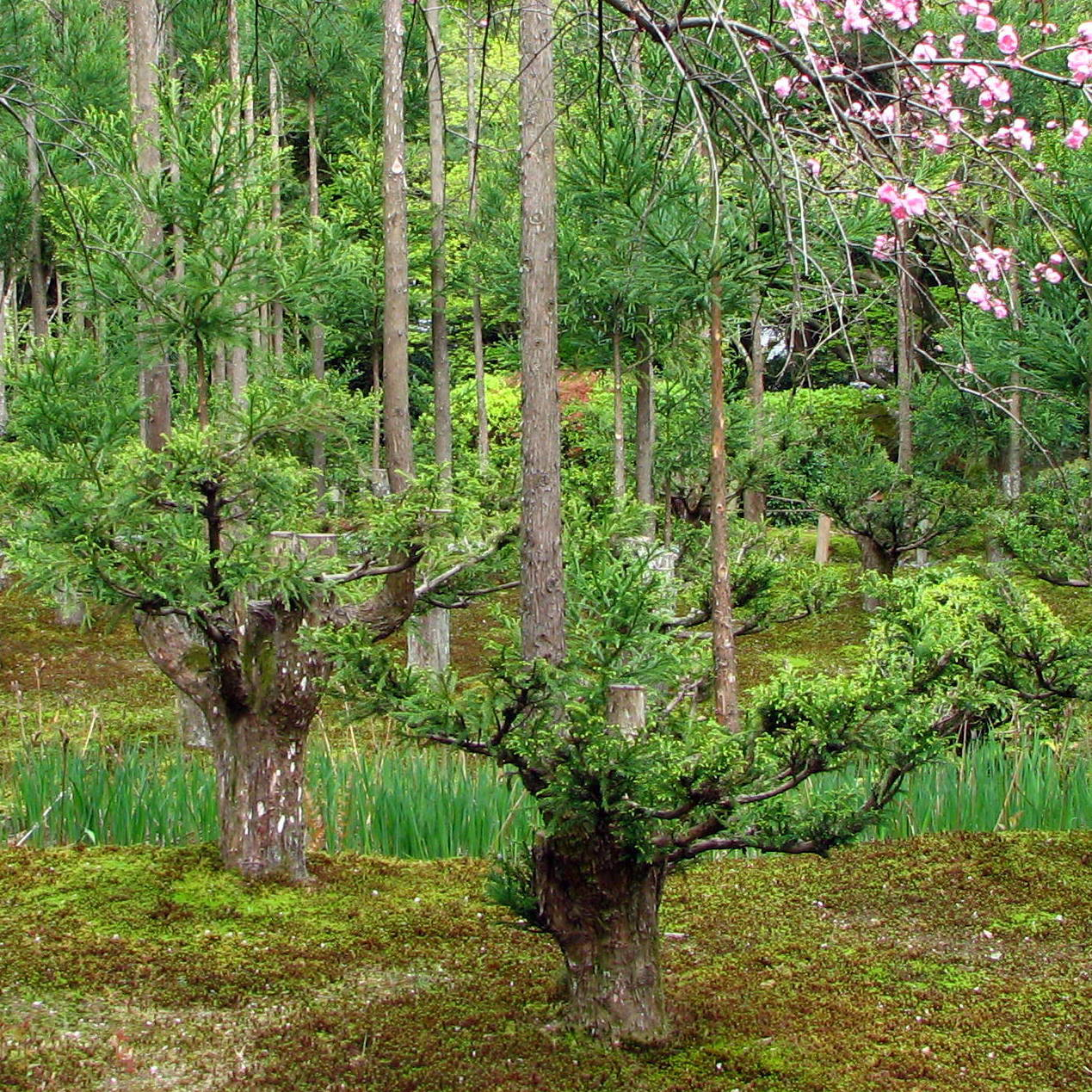
Daisugi-Bäume (nachhaltiger Anbau geradwüchsiger Sicheltannen-Stämme) im Ryoan-ji-Garten, Kyoto (April 2008)

Nach katastrophalen Waldzerstörungen in Mitteleuropa im Mittelalter durch eine Übernutzung der Wälder entwickelte sich der Grundsatz der forstlichen Massennachhaltigkeit: „Man entnehme dem Wald nicht mehr Holzmasse, als gleichzeitig nachwächst“ (Siehe auch: Geschichte des Waldes in Mitteleuropa). Nachfolgenden Generationen sollen mindestens vergleichbare, wenn nicht bessere Nutzungsmöglichkeiten überlassen werden. Die Nachhaltigkeit der Bewirtschaftung wurde schon im 19. Jahrhundert auf ökologische und später soziale Nachhaltigkeit ausgedehnt. Seit Mitte der 1990er mündet dies in Zertifizierungen wie zum Beispiel Forest Stewardship Council (FSC) oder Programme for the Endorsement of Forest Certification Schemes (PEFC).
Im Zuge von europaweiten Prozessen wurde „nachhaltige Waldbewirtschaftung“ definiert als
„die Behandlung und Nutzung von Wäldern auf eine Weise und in einem Ausmaß, das deren biologische Vielfalt, Produktivität, Verjüngungsfähigkeit, Vitalität sowie deren Fähigkeit, die relevanten ökologischen, wirtschaftlichen und sozialen Funktionen gegenwärtig und in der Zukunft auf lokaler, nationaler und globaler Ebene zu erfüllen gewährleistet, ohne anderen Ökosystemen Schaden zuzufügen.“
In dieser in Europa anerkannten Definition kommen die vielen Funktionen des Waldes und das Streben nach nachhaltiger Entwicklung von Natur und Wirtschaft zum Ausdruck. Die waldbauliche Tätigkeit umfasst dabei die zielorientierte Planung, Entscheidung und Umsetzung im Bereich der Erneuerung, Pflege und Sanierung von Waldökosystemen bei gleichzeitiger Betrachtung ökologischer, sozioökonomischer und technischer Erkenntnisse. Die Forstwirtschaft kann dabei die nachhaltige Behandlung und Nutzung der Wälder sicherstellen.
Dennoch bleibt jede holzwirtschaftliche Nutzung ein Eingriff, der dem Wald permanent Biomasse entzieht, die von Natur aus zur Bodenbildung im Wald verbleiben würde.

### Forstwirtschaftliche Produktion
Die Produkte der Forstwirtschaft aus dem Nutzwald, teilweise illegal auch aus Schutzwald (Abholzung des tropischen Regenwaldes), können wie folgt eingeteilt werden:
| Produktgruppe     | Produktart | Produkte                                            |
| ----------------- | --- | --------------------------------------------------- |
| Nutzholz          | Laubwald Mischwald Nadelwald tropischer Regenwald                                                               | Bauholz, Edelholz, Laubholz, Nadelholz, Schnittholz |
| Nichtholzprodukte | Pilze Pflanzen Pflanzensaft Pflanzenöl Tiere \|\| Steinpilze Heidelbeeren Harze, Naturkautschuk Palmöl Wildbret |                                                     |

Auch Naturkautschuk vom Kautschukbaum oder Palmöl aus der Ölpalme sind Forstprodukte. Der Naturwald birgt im Gegensatz zum Nutzwald sehr geringe bis keine Nutzungsmöglichkeiten. Die Nutzung des Naturwaldes ist teilweise untersagt. Ursächlich ist die konzeptionell angelegte fehlende Begehbarkeit aufgrund von fehlenden Wegen, das dichte Unterholz und Gefahrenpotenziale durch wesentlich mehr Totholz in allen Verfallszuständen am Waldboden, aber auch in den Baumkronen und allen Ebenen dazwischen. Die Jagd ist aus o. g. Gründen fast unmöglich.
Sägeholz
Die größten Exportländer von Sägeholz sind:
| Staat              | Exporte in Mio. Euro | Weltmarktanteil in % |
| ------------------ | -------------------- | -------------------- |
| Kanada             | 11.337               | 23,9                 |
| Russland           | 05.121               | 10,8                 |
| Schweden           | 04.519               | 09,5                 |
| Deutschland        | 03.676               | 07,7                 |
| Vereinigte Staaten | 02.903               | 06,1                 |
| Finnland           | 02.568               | 05,4                 |
| Österreich         | 02.183               | 04,6                 |

Unter den drei Weltmarktführern von Sägeholz befinden sich Flächenstaaten mit großen Waldflächen.
Schnittholz
Auf dem Weltmarkt für Schnittholz führen folgende Staaten:
| Staat       | Schnittholz in 1000 {\displaystyle \mathrm {m^{3}} } |
| ----------- | ---------------------------------------------------- |
| Russland    | 33.362                                               |
| Kanada      | 28.312                                               |
| Schweden    | 12.633                                               |
| Deutschland | 09.546                                               |
| Finnland    | 08.970                                               |

Weltmarktführer für Schnittholz ist mit Abstand Russland, gefolgt von Kanada, Schweden und Deutschland.

## Struktur
Die Forstwirtschaft in Deutschland unterscheidet drei Eigentumsarten von Wald:
- Körperschaftswald
- Privatwald
- Staatswald (Landeswald, Treuhandwald und Bundeswald)

Treuhandwald: Im Zuge der Bodenreform in der DDR enteigneter und in Volkseigentum überführter Wald wurde der Treuhandanstalt übergeben. Ziel ist es, diesen Wald zu privatisieren. Dieses geschieht durch die bundeseigene Bodenverwertungs- und -verwaltungs GmbH (BVVG).
Um die Funktionen des Waldes zu sichern, ist es wichtig, dass funktionierende Strukturen geschaffen werden. Dies obliegt den einzelnen Bundesländern mit eigenen Landeswaldgesetzen. Die Bundesgesetzgebung gibt hierbei nur den Rahmen mit dem Bundeswaldgesetz vor.
Der Staatswald ist in den meisten Ländern in einzelne Forstämter unterteilt. Diese wiederum bestehen aus einzelnen Revieren, die eine Größe von 1.500 bis 3.000 Hektar haben. Die Bewirtschaftung der Reviere wird von den Förstern (Dipl.-Forstingenieur) durchgeführt.

### Waldverteilung in Deutschland nach Land und Eigentumsart
| Land                         | Waldflächen in Hektar | Waldflächen in Hektar | Waldflächen in Hektar | Waldflächen in Hektar | Waldflächen in Hektar | Waldflächen in Hektar |
| Land                         | Staatswald (Bund)     | Staatswald (Land)     | Körperschafts- wald   | Privatwald            | Treuhand- wald        | alle Eigentumsarten   |
| ---------------------------- | --------------------- | --------------------- | --------------------- | --------------------- | --------------------- | --------------------- |
| Baden-Württemberg            | 7.302                 | 321.678               | 541.031               | 492.219               | 0                     | 1.362.229             |
| Bayern                       | 56.545                | 769.886               | 345.686               | 1.386.344             | 0                     | 2.558.461             |
| Brandenburg/Berlin           | 73.088                | 328.245               | 73.840                | 449.988               | 146.572               | 1.071.733             |
| Hessen                       | 7.595                 | 342.986               | 318.601               | 211.068               | 0                     | 880.251               |
| Mecklenburg-Vorpommern       | 53.486                | 218.244               | 56.286                | 125.468               | 81.479                | 534.962               |
| Niedersachsen/Hamburg/Bremen | 54.884                | 343.926               | 85.706                | 678.006               | 0                     | 1.162.522             |
| Nordrhein-Westfalen          | 30.276                | 126.679               | 135.841               | 594.754               | 0                     | 887.550               |
| Rheinland-Pfalz              | 20.413                | 203.338               | 390.146               | 221.660               | 0                     | 835.558               |
| Saarland                     | 791                   | 47.450                | 21.748                | 28.470                | 0                     | 98.458                |
| Sachsen                      | 30.116                | 191.069               | 57.839                | 171.723               | 60.831                | 511.578               |
| Sachsen-Anhalt               | 49.452                | 135.196               | 33.101                | 196.612               | 77.767                | 492.128               |
| Schleswig-Holstein           | 5.973                 | 50.373                | 24.290                | 81.831                | 0                     | 162.466               |
| Thüringen                    | 19.419                | 197.592               | 76.074                | 185.580               | 39.238                | 517.903               |
| Deutschland (alle Länder)    | 409.340               | 3.276.661             | 2.160.189             | 4.823.722             | 405.887               | 11.075.799            |

Quelle: Bundeswaldinventur (BWI) (Siehe auch „Wald in Deutschland“ für Zahlen, die ausführlicher sowie aktueller sind (letzte BWI 2012))

## Wald-Wild-Konflikt

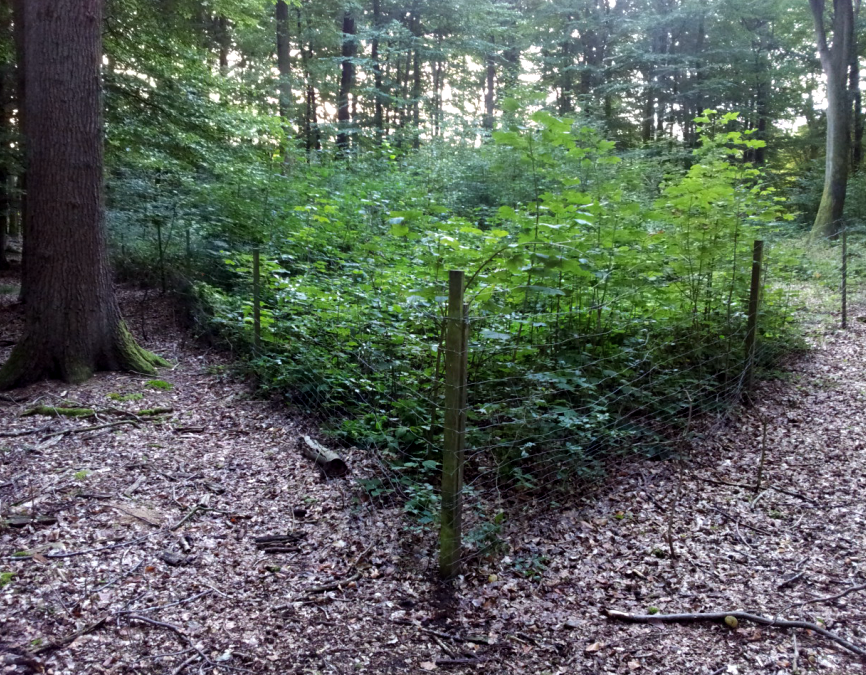
Weiserfläche zur Beurteilung des Wildeinflusses auf die Naturverjüngung – man beachte das Fehlen von Verjüngung außerhalb des Zaunes

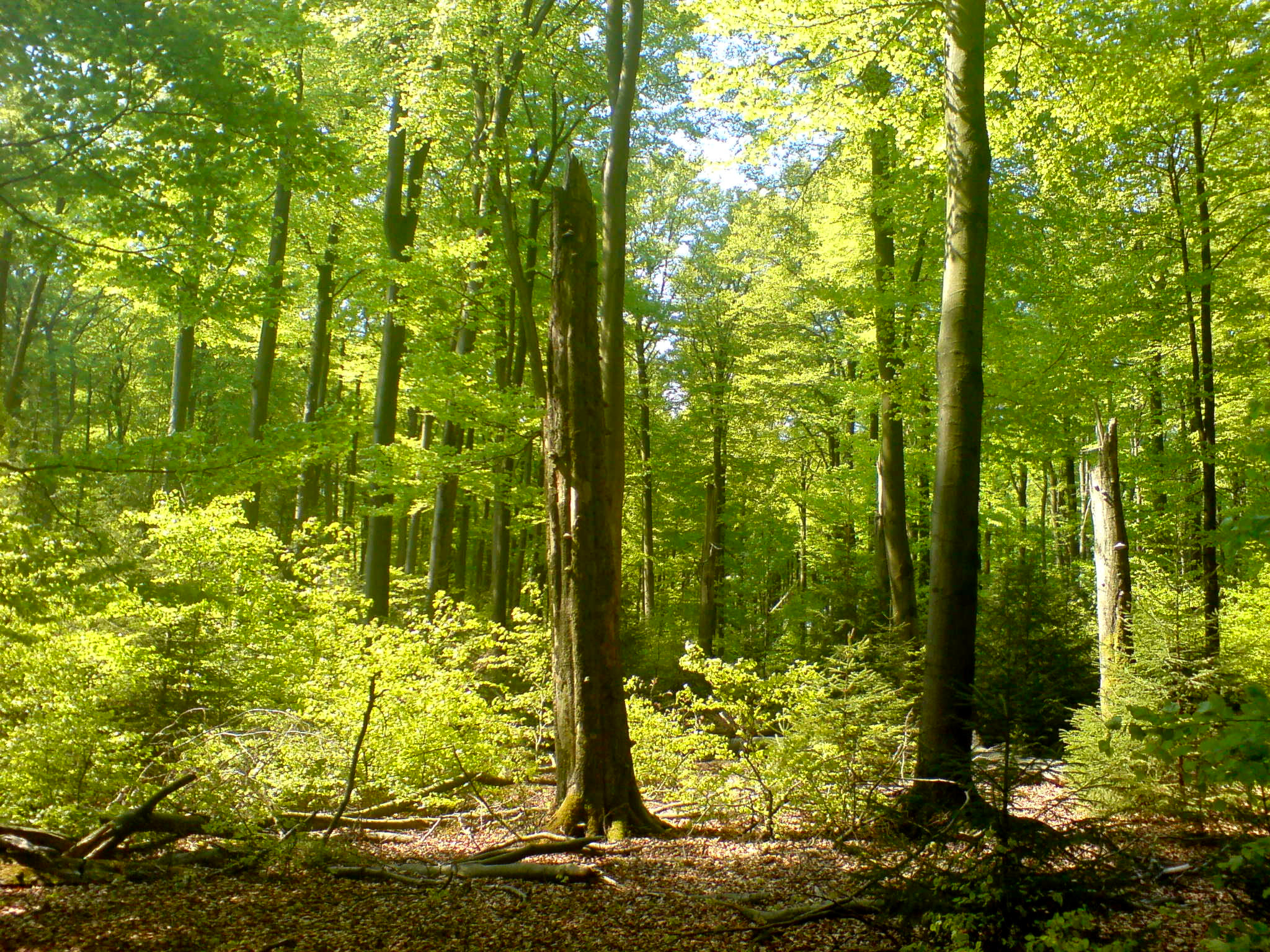
Naturverjüngung ohne Zäunung

Hohe Wilddichten von Pflanzenfressern, insbesondere von Schalenwild, können durch Verbiss eine aus ökologischen und wirtschaftlichen Gesichtspunkten angestrebte natürliche Verjüngung des Waldes erschweren oder verhindern. Durch die Bevorzugung bestimmter Baumarten kann selektiver Verbiss Mischbaumarten aus dem Bestand verdrängen und so die Baumartendiversität verringern. Auch gepflanzte Forstkulturen, die nicht durch Einzelbaumschutz oder Zäunung gesichert werden, sind betroffen. Schälschäden können ältere Waldbestände, die dem Verbiss bereits entwachsen sind, über Jahrzehnte hinweg gefährden sowie im Schadensfall destabilisieren und ökonomisch entwerten.
Dieser sogenannte Wald-Wild-Konflikt – zur Verdeutlichung des Zielkonflikts und der Akteure auch als Forst-Jagd- bzw. Waldbesitzer-Jäger-Konflikt bezeichnet – wird von Forstleuten, Naturschutzverbänden und Waldbesitzern im Hinblick auf einen angestrebten Waldumbau hin zu klimastabilen Mischwäldern als bedeutendes Problem betrachtet. Insbesondere seit dem zu Heiligabend 1971 ausgestrahlten Film Bemerkungen über den Rothirsch von Horst Stern ist der zuvor hauptsächlich in Fachkreisen thematisierte Wald-Wild-Konflikt in den Fokus von Öffentlichkeit sowie Politik gerückt und wurde zu einem der prominentesten Themen in der Auseinandersetzung um Wald, Forstwirtschaft und Jagd. Im Jahr 1988 gründeten Jäger, die in der vom traditionellen Deutschen Jagdverband (DJV) vertretenen Haltung einen Unwillen zur ernsthaften Regulation der Wildbestände sahen, den Ökologischen Jagdverein Bayern e. V. und späteren Ökologischen Jagdverband (ÖJV), der durch konsequente und effektive Jagd die Wildschäden mindern und so flächendeckend „naturnahe Waldwirtschaft“ ermöglichen will.
Vor allem im Großprivatwald sowie in Staatsforstbetrieben, die als Eigenjagdbesitzer freie Hand bei der Jagdausübung haben, konnten bei der Reduktion des Schalenwildes und Minderung der Verbissschäden regional Erfolge erzielt werden, in weiten Teilen Deutschlands besteht die Problematik jedoch auch im 21. Jahrhundert weiterhin fort. Das deutsche Bundesamt für Naturschutz (BfN) fasst die wesentlichen Ergebnisse eines Gutachtens, das gemeinsam mit dem Deutschen Forstwirtschaftsrat (DFWR) und der Arbeitsgemeinschaft Naturgemäße Waldwirtschaft (ANW) beauftragt und von den forstwissenschaftlichen Lehrstühlen der Georg-August-Universität Göttingen und der Technischen Universität München erstellt wurde, in einer Pressemitteilung wie folgt zusammen:

„Überhöhte Schalenwildbestände führen in weiten Teilen der deutschen Wälder zu massiven Problemen; die eingetretenen Schäden sind nicht nur ökologisch bedenklich, sondern haben auch eine erhebliche ökonomische und damit finanzielle Dimension. Durch Wildverbiss werden die Anlage und der notwendige Umbau in naturnahe Mischwälder großflächig behindert.“

## Schädlingsbekämpfung

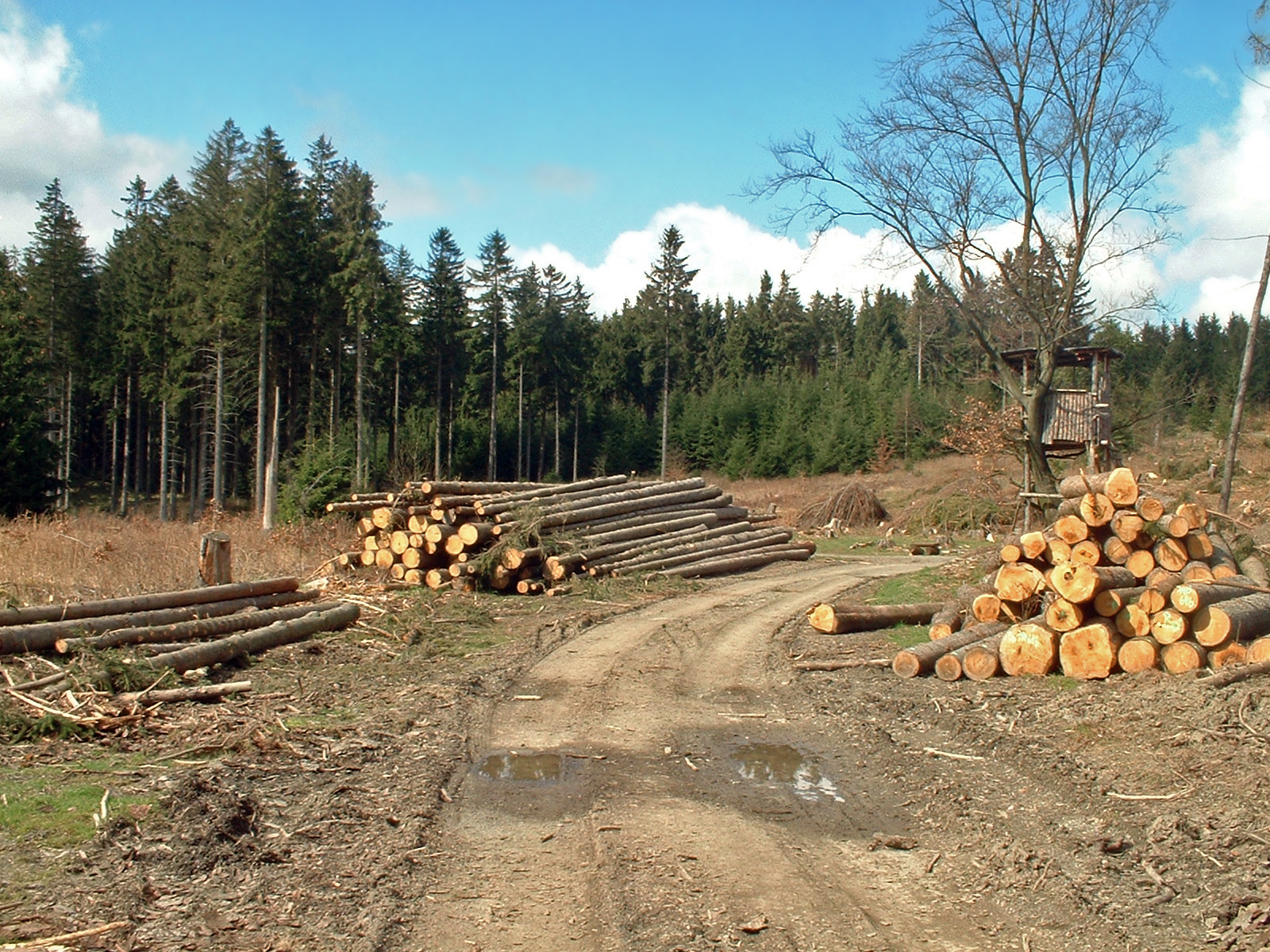
Forstarbeiten im Harz

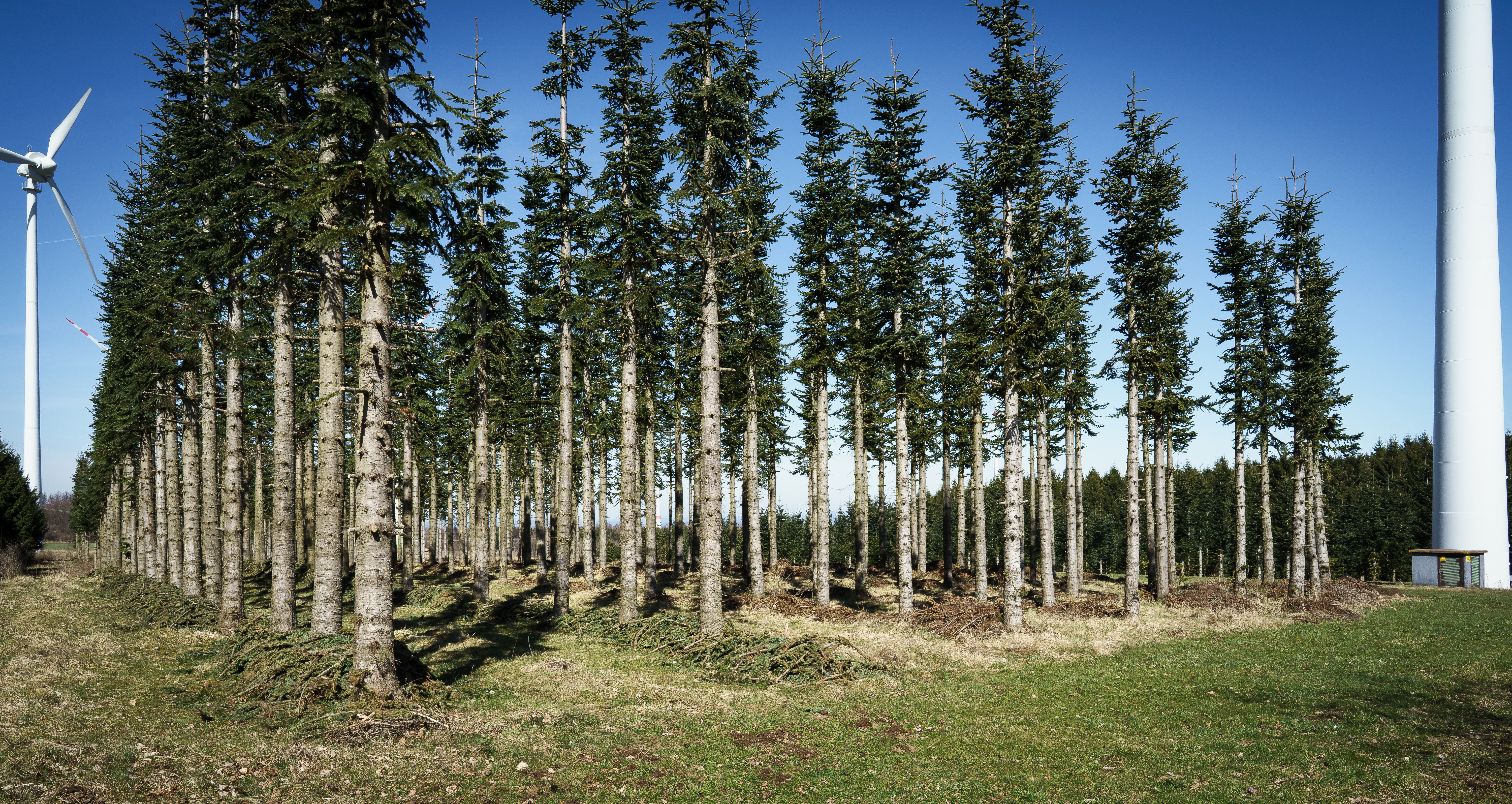
Gewinnung von Schnittreisig am Goldnen Steinrück, Vogelsberg

Bei besonderen klimatischen Voraussetzungen – wie sie z. B. während der Dürre und Hitze in Europa 2018 vorgeherrscht haben – können ideale Bedingungen für die massenhafte Vermehrung von Forstschädlingen entstehen. In den Wirtschaftswäldern werden z. B. Pestizide wie Cyhalothrin, Cypermethrin und Tebufenozid zu deren Bekämpfung eingesetzt. Zum Schutz der Holzernte vor dem Borkenkäfer und den anderen Insekten werden oft auch die in den Wäldern liegenden Polter mit Insektiziden wie Chlorpyrifos besprüht. Eine flächige Ausbringung von Pestiziden zum Schutz nichtbefallener Bäume oder zur Rettung befallener Bäume ist in Deutschland nicht vorgesehen. Pestizide können aber zum Schutz des Menschen, z. B. vor dem Eichen-Prozessionsspinner eingesetzt werden.

## Volkswirtschaftliche Bedeutung
Die Forstwirtschaft bietet in Mitteleuropa trotz der seit Jahrzehnten rückläufigen Tendenz für viele tausend Menschen Arbeit und Einkommen. Über 90 % des Umsatzes eines Forstbetriebes wird durch den Verkauf des erzeugten Holzes erwirtschaftet. Jedoch werden auch andere Erzeugnisse des Waldes genutzt (für den privaten Konsum meist unentgeltlich). Zu diesen Nicht-Holzprodukten zählen Pilze, Beeren, Kräuter, Wildfleisch usw.
Die Forstwirtschaft erbringt auch Dienstleistungen (das genannte Beispiel des Waldwegebaus, die Sicherung dieser Wege) und Güter, die jedoch von den Nutznießern normalerweise nicht bezahlt werden müssen, da eine gesetzliche Grundlage dafür fehlt, oder weil die Märkte nicht existieren. Dies sind insbesondere die CO2-Speicherung und -sequestrierung, Tourismus und Naherholung, sowie (besonders im Falle tropischer Regenwälder) Beeinflussung des Klimas und genetisches Material. Auch die Erbringung von Boden-, Luft- und Wasserschutzfunktionen und der Erhalt von Biodiversität werden in der Regel nicht vergütet.

### Deutschland

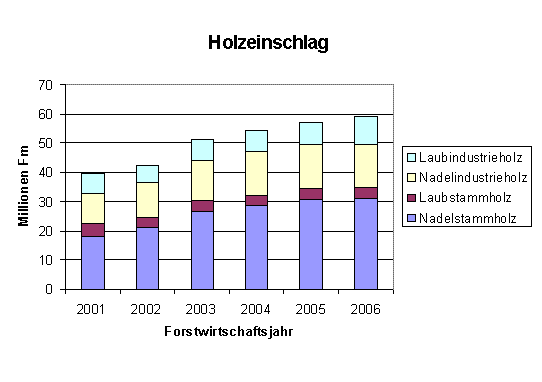
Holzernteaufkommen in Deutschland

Der Wald in Deutschland bedeckt mit 11,4 Millionen Hektar 32 Prozent der Gesamtfläche des Landes. In den deutschen Wäldern wachsen rund 90 Milliarden junge und alte Bäume mit einem Holzvorrat von insgesamt 3,7 Milliarden Festmeter. Die deutschen Wälder werden von rund 2 Millionen Waldbesitzern bewirtschaftet.
Laut Holzmarktbericht des Bundesministeriums für Ernährung und Landwirtschaft (BMEL) betrug der Holzeinschlag in Deutschland im Jahr 2015 insgesamt 55,6 Millionen Erntefestmeter ohne Rinde. Davon entfielen 42,0 Millionen Erntefestmeter auf Nadelholz und 13,6 Millionen Erntefestmeter auf Laubholz. 44 Prozent des bundesweiten Holzeinschlags wurden 2015 im Privatwald getätigt, 20 Prozent im Körperschaftswald und 36 Prozent im Staatswald.
Im Jahr 2018 betrug der Anteil der Land- und Forstwirtschaft sowie der Fischerei an der Bruttowertschöpfung in Deutschland 0,7 %. Aufgrund der Methodik der statistischen Erfassung wird die Bedeutung der Forst- und Holzwirtschaft allerdings nach Meinung einiger Forscher unterschätzt. In so genannten Cluster-Studien werden Betriebe der Forst- und nachgelagerten Holzwirtschaft sowie weitere produzierende und verarbeitende Industriezweige wie die Papierindustrie und das Druck- und Verlagsgewerbe, die zum Teil auf Holz als Rohstoff angewiesen sind, aber auch Zulieferer oder im Holz- und Holzprodukte-Transport arbeitende Unternehmen als „Cluster Forst und Holz“ zusammengefasst. Demnach sind im „Cluster Forst und Holz“ rund 1,1 Millionen Menschen beschäftigt, die im Jahr 2016 rund 182 Milliarden Euro Umsatz erwirtschafteten. Der Großteil des Umsatzes wird allerdings in dem sich zunehmend digitalisierenden Verlags- und Druckgewerbe erzielt. Auch die meisten Beschäftigten arbeiten in dieser Branche.
Deutschland weist gefolgt von Schweden den höchsten Holzvorrat innerhalb der EU auf. Bei nachträglichen Cluster-Studien wurde dazu noch vorsichtig bewertet.
Prinzipielle Uneinigkeit herrscht über den tatsächlichen jährlichen Holzeinschlag in Deutschland, seit im Jahr 2006 der Forstwissenschaftler Udo Mantau vom Zentrum für Holzwirtschaft der Universität Hamburg den Holzverbrauch in Deutschland als Berechnungsgrundlage für den Holzeinschlag heranzog. Er berechnete den Einschlag für das Jahr 2005 mit etwa 74 Millionen Festmeter deutlich höher als die für das gleiche Jahr vom Statistischen Bundesamt offiziell genannte Zahl von 56 Millionen Festmeter.
Die Vermutung eines tatsächlich höheren Einschlags wird damit begründet, dass ein Teil nicht offiziell erfasst wird.

### Österreich
In Österreich hat die Waldbewirtschaftung einen traditionell hohen Stellenwert. So sind zwar aufgrund von Einzelereignissen fluktuierende Holzeinschlagsmengen zu beobachten, jedoch stellt die Forstwirtschaft für viele Betriebe und Landwirte einen wichtigen Wirtschaftsfaktor dar.
| Holzeinschlag nach Besitzkategorie in 2009 | Einschlag 2009 | Veränderung zu 2008 | Veränderung zum 10-Ø |
| ------------------------------------------ | -------------- | ------------------- | -------------------- |
| Kleinwald                                  | 8,90 Mio. Efm  | −27,6 %             | −3,6 %               |
| Großwald                                   | 5,87 Mio. Efm  | −15,5 %             | +2,4 %               |
| ÖBf AG (Bundesforst)                       | 1,96 Mio. Efm  | −23,5 %             | −6,2 %               |

Der Holzbedarf ist in Österreich bereits langfristig fallend, so wurden in Österreich im Jahre 2004 noch rund 7 Mio. Fm Sägerundholz importiert und fallend bis auf 4 Mio. Fm im Jahre 2013. Demgegenüber steigen die Waldflächen von 3,7 Mio. ha im Jahre 1965 bis auf 4 Mio. ha im Jahre 2007. Der Holzvorrat ist mit über 1100 Mio. Vfm auf Rekordniveau in Österreich. Das verfügbare Potenzial liegt in einem Bereich von bis zu 28,8 Mio. Erntefestmeter-Äquivalenten und ist bis dato bei weitem nicht genutzt.

## Berufsfeld
Bei modernen Forstwirtschaftsbetrieben sind Vertreter der verschiedensten Berufsgruppen zu finden. Neben vielen verwaltungstechnischen Berufen kann man jedoch folgende klassische Forstausbildungen mit den entsprechenden Berufsbildern unterscheiden:

### Ausbildung
Seit der Einführung der Bachelor- und Master-Abschlüsse gibt es mehr Möglichkeiten, ein Universitäts- und ein Fachhochschulstudium zu kombinieren.

#### Universitätsstudium
Forstleute mit einem Universitäts-Abschluss haben vielfältige berufliche Möglichkeiten, bspw. den gehobenen Forstdienst (Revierförster), Berufe im Naturschutz oder Berufe in der Waldpädagogik. Mit einem Master-Abschluss können sie in den höheren Forstdienst eintreten, wo sie in der Regel leitende Positionen in den Forstämtern oder in der Verwaltung übernehmen.
In Deutschland wird das forstwissenschaftliche Studium an vier Universitäten angeboten:
- Albert-Ludwigs-Universität Freiburg
- Georg-August-Universität Göttingen
- Technische Universität München in Freising
- Technische Universität Dresden in Tharandt bei Dresden

In Österreich wird Forstwirtschaft an der Universität für Bodenkultur Wien (Boku) gelehrt. Nach zwei Jahren beruflicher Praxis und mit Ablegung der Staatsprüfung zum höheren Forstdienst ist man berechtigt, die Berufsbezeichnung Forstwirt zu führen und eine Waldfläche von über 3600 Hektar zu bewirtschaften.
In der Schweiz kann an der ETH Zürich im Rahmen des Masterstudiums Umweltsystemwissenschaften die forstwissenschaftliche Vertiefung „Wald- und Landschaftsmanagement“ gewählt werden.

#### Fachhochschulstudium
Nach Abschluss eines Fachhochschulstudiums und einer anschließenden einjährigen Anwärterzeit kann die Laufbahnprüfung für den gehobenen Forstdienst abgelegt werden. Diese Berufswahl führt in der Regel in den praktischen Forstdienst, wobei neben der Leitung eines Forstreviers heutzutage auch häufig fachspezifische oder verwaltungstechnische Tätigkeiten zum Berufsfeld gehören.
In Deutschland existiert der Studiengang Forstwirtschaft an folgenden Fachhochschulen:
- Hochschule Weihenstephan-Triesdorf in Freising
- Hochschule für nachhaltige Entwicklung Eberswalde
- HAWK Hochschule für angewandte Wissenschaft und Kunst Hildesheim/Holzminden/Göttingen in Göttingen (Fakultät Ressourcenmanagement)
- Hochschule für Forstwirtschaft Rottenburg
- Fachhochschule Erfurt

#### Studium an einer berufsbildenden höheren Schule
In Österreich existiert eine Oberstufen-Schule, welche man nach 5 Jahren mit Reife- und Diplomprüfung abschließt. Nach zweijähriger Praxis kann ein Absolvent eine Staatsprüfung für den Forstdienst ablegen und hat damit das Recht erlangt, eine Waldfläche von 1000 bis 3600 Hektar zu verwalten.
- Höhere Bundeslehranstalt für Forstwirtschaft (Försterschule) in Bruck an der Mur – Steiermark

Bis Juni 2005 existierte noch eine zweite HBLA für Forstwirtschaft in Gainfarn bei Bad Vöslau.

### Berufe

#### Forsttechniker
Der Forsttechniker ist eine Fachkraft des mittleren Forstmanagements.

#### Forstwirt
Der Forstwirt ist in Deutschland ein staatlich anerkannter Ausbildungsberuf und entspricht dem österreichischen und schweizerischen Forstwart. Es handelt sich dabei um die moderne Bezeichnung für den früheren Beruf Waldarbeiter.
In Österreich ist Forstwirt ein Beruf, dessen Ausbildung ein Universitätsstudium, eine zweijährige Praxiszeit sowie eine Staatsprüfung umfasst. Österreichische Forstwirte sind berechtigt, eine Fläche von über 3600 ha zu bewirtschaften und entsprechen ungefähr den deutschen Forstwissenschaftlern im höheren Dienst.

#### Forstwart
Den Ausbildungsberuf des Forstwartes gibt es nur in Österreich und der Schweiz. Die Aufgaben eines Forstwarts sind die gleichen wie die des deutschen Forstwirtes.

#### Forstfacharbeiter
Der Lehrberuf des Forstfacharbeiters existiert nur in Österreich. Ein Forstfacharbeiter hat ähnliche Aufgaben wie ein deutscher Forstwirt. Wer nach drei Jahren Praxis eine Meisterprüfung ablegt, ist Forstwirtschaftsmeister.

### Berufsvertretungen
Die Interessenvertretung der Forstbediensteten wird durch folgende Organisationen wahrgenommen:
- Industriegewerkschaft Bauen-Agrar-Umwelt
- Bund Deutscher Forstleute im dbb, aber nicht alle Förster sind Beamte oder Angestellte des öffentlichen Dienstes
- Vereinigung der Forsttechniker e.V, Lohr am Main
- Forstunternehmer, die im Auftrag die Holzernte, Holzrückearbeiten, Transport und zum Teil die Holzvermarktung vornehmen, sind organisiert im Verband der Agrargewerblichen Wirtschaft e. V. (VdAW), Stuttgart

### Organisationen der Forstwirtschaft in Deutschland
- Deutscher Forstwirtschaftsrat
- Arbeitsgemeinschaft Deutscher Waldbesitzerverbände
- Arbeitsgemeinschaft Naturgemäße Waldwirtschaft
- Kuratorium für Waldarbeit und Forsttechnik
- Deutscher Forstverein

## Forstwirtschaft weltweit
Südasien
Die Herrscher von Sindh, Assam und Maratha vergaben bereits im 18. Jahrhundert Privilegien und erließen Regularien zur Bewirtschaftung von Wäldern, durch die eine dauerhafte Versorgung mit Holz und Waldprodukten gesichert werden sollte. Der staatliche Zugriff auf Wälder hatte wiederholt heftigen Widerstand aus der lokalen Bevölkerung zur Folge. Zum Ende des Jahrhunderts erließen auch die Herrscher der Gorkha Gesetze zur Waldwirtschaft, die einer umfassenden Wiederaufforstung an den Abhängen des Himalaya vorangingen. Die Gebietsannexionen im Zuge der Ausdehnung britischer Kolonialherrschaft hatten ab der zweiten Hälfte des Jahrhunderts eine zerstörerische Wirkung auf die lokalen Waldwirtschaften; der Bewirtschaftung der Flächen wurde keine Aufmerksamkeit geschenkt.
Die von Napoleon 1805 verhängte Kontinentalsperre, die eine akute Holzknappheit im Kriegsschiffbau der Briten nach sich zog, veranlasste die britische Regierung, Bombay als Hafen- und Werftplatz auszubauen. In einem ersten Entwurf einer britisch-indischen Forstgesetzgebung orientierte sich der damit beauftragte Gutachter Franz Wrede stark an der damaligen Waldbewirtschaftung in deutschsprachigen Ländern. Ab 1823 wurde der Holzeinschlag jedoch privatwirtschaftlich organisiert, was katastrophale Folgen für die Teakwälder der Malabarküste nach sich zog. Um den unkontrollierten Holzeinschlag wieder zu unterbinden und das rapide wachsende Eisenbahnnetz mit Brenn- und Bauholz versorgen zu können, wurde 1864 schließlich das Forest Department unter der Leitung von Dietrich Brandis gegründet. Bereits im nächsten Jahr erließ Brandis in seiner Funktion als Inspector General of Indian Forests eine erste neue Gesetzgebung zur Waldnutzung. 1878 folgte ein umfassenderes Forstgesetz, welches die Wälder in die drei Klassen „reserved“, „protected“ und „village forests“ einteilte. Im Prinzip sicherte das Gesetz vor allem die exklusive Nutzung der Wälder durch die Kolonialregierung. Von einer nachhaltigen Forstwirtschaft nach heutigem Verständnis kann nicht die Rede sein, der Hauptaugenmerk des Kolonialstaates lag auf der maximalen Ausbeutung der Wälder. Hierzu wurden die (oft ungeeigneten) Prinzipien der europäischen Forstwirtschaft fast unverändert auf den Subkontinent übertragen; das lokale Wissen um nachhaltige Forstwirtschaft wurde ignoriert, ein Zugriff der lokalen Bevölkerung auf den Wald und dessen Ressourcen möglichst unterbunden. Versuche von Brandis, einen Kompromiss zwischen lokalen Gewohnheitsrechten, verbrieften Rechten und staatlicher Gesetzgebung zu finden, wurden durch einzelne Kolonialbeamte vereitelt. Weitere Ergänzungen des landesweiten Forstgesetzes folgten 1893 und 1923, diese stellten vor allem eine Verschärfung im Sinne der industriellen Forstwirtschaft dar. Die Rechtsprechung blieb dennoch weiterhin keineswegs einheitlich, da die lokalen Regierungen der Madras Presidency, der Provinz Burma sowie der Provinz Berar sich weigerten, das Gesetz zu implementieren und 1882, 1881, bzw. 1886 eigene Forstgesetzgebungen erließen. Während der Weltkriege stieg die Ausbeutung der südasiatischen Wälder erneut massiv an.
Die Konsequenzen des britischen Umgangs mit südasiatischen Wäldern waren eine systematische Umwandlung der Primärwälder in industriell nutzbare Forste, sowie eine fortschreitende Entrechtung der Waldbewohner bzw. waldbewirtschaftender Dorfbewohner. Aufgrund des chronischen Personalmangels des Kolonialstaates dauerte dieser Prozess bis zur ersten Hälfte des 20. Jahrhunderts an. Auch nach der Unabhängigkeit wurde im post-kolonialen indischen und pakistanischen Staat, unter Bezugnahme auf die Rechtsprechung aus dem Jahr 1878, eine zentralisierte industrielle Ausbeutung der Waldflächen weiterbetrieben. 1998 verabschiedete die indische Zentralregierung den Joint Management Forestry Act, der die Beteiligung der lokalen Bevölkerung explizit beinhaltet. Dies geschah mitunter, da der indische Staat in der zentralistischen Bewirtschaftung der Wälder an die Grenzen der Machbarkeit gestoßen war. Doch auch mit diesem Gesetz wurden nach wie vor weder eine ökonomische Absicherung lokaler Bevölkerungen noch das Erreichen eines ökologischen Gleichgewichts, sondern vielmehr die Steigerung privatwirtschaftlicher Gewinne und steuerlicher Einnahmen in den Vordergrund gerückt.

## Wirtschaftliche Aspekte
Der Wald ist ein öffentliches Gut, denn es besteht keine Rivalität bei seiner Verwendung, eine Ausschließbarkeit einzelner Wirtschaftssubjekte ist nicht möglich, und seine Inanspruchnahme ist unentgeltlich. Staatswälder unterliegen deshalb der Gefahr der Übernutzung durch Raubbau in Form des Kahlschlags oder der Entwaldung zum Zwecke der Holzwirtschaft, Landwirtschaft oder des Bergbaus. Beispiel ist die illegale Abholzung wie bei der Abholzung des tropischen Regenwaldes. Auch andere öffentliche Güter sind von einer Übernutzung betroffen (Überweidung und Überdüngung von Agrarflächen, Überjagung der Tierwelt oder Überfischung der Weltmeere). Anthropogene Bodendegradation, Desertifikation können beim Wald wesentliche Folgen sein. Nachhaltige Produktionsverfahren in der Forstwirtschaft vermeiden eine Übernutzung der Wälder, um die Ressourcen des gesamten Ökosystems zu schonen und um sie für die nachkommenden Generationen zu erhalten.

### Zur internationalen Forstwirtschaft
- Michael Mann: Waldwirtschaft und Forstwissenschaft in Britisch-Indien. In: MIDA Archival Reflexicon (2018), ISSN 2628-5029, 1–7.